# Дорудон
Дорудоны (лат. Dorudon, от др.-греч. δορύ- +ὀδούς «копьевидный зуб») — род вымерших китообразных, живших вместе с базилозаврами от 40 до 36 млн лет назад, во время эоцена. Они были приблизительно 5 м длиной и, очевидно, были хищниками — питались мелкой рыбой и моллюсками. Дорудоны жили в тёплых морях по всему миру, их окаменелые останки находят как в Северной Америке, так и в Египте.
Сначала дорудоны считались детёнышами базилозавров, но потом, после находок детёнышей дорудонов, стало ясно, что они являются отдельным, хотя и близким видом. Хотя дорудоны внешне были подобны современным китам, они, как и базилозавры, не имели в мозгу жировой подушки — специального органа, который даёт современным зубатым китам способность генерировать ультразвук и пользоваться эхолокацией. Считается, что по способу передвижения они напоминали дельфинов, но не имели такой сложной системы социальных отношений и были преимущественно одиночными животными.
Вопрос о времени потери китами задних конечностей по сей день остается открытым. Некоторые виды современных китов ещё имеют хорошо сформированные, хотя и рудиментарные задние ноги. Именно у дорудона происходит окончательное формирование хвоста, свойственного китам. В отличие от родоцетуса, который мог изгибать своё тело сверху вниз за счет строения позвоночника, дорудон имеет хвост, свойственный и современным китам.
Согласно некоторым системам классификации, дорудоны и базилозавры считаются двумя подсемействами семьи Basilosauridae; другие рассматривают их как две отдельные семьи подотряда Archaeoceti отряда китообразных. Некоторые специалисты считают именно дорудонов непосредственными предками всех современных китообразных, но такая точка зрения пока что не приобрела широкого признания.

## Скелет дорудона

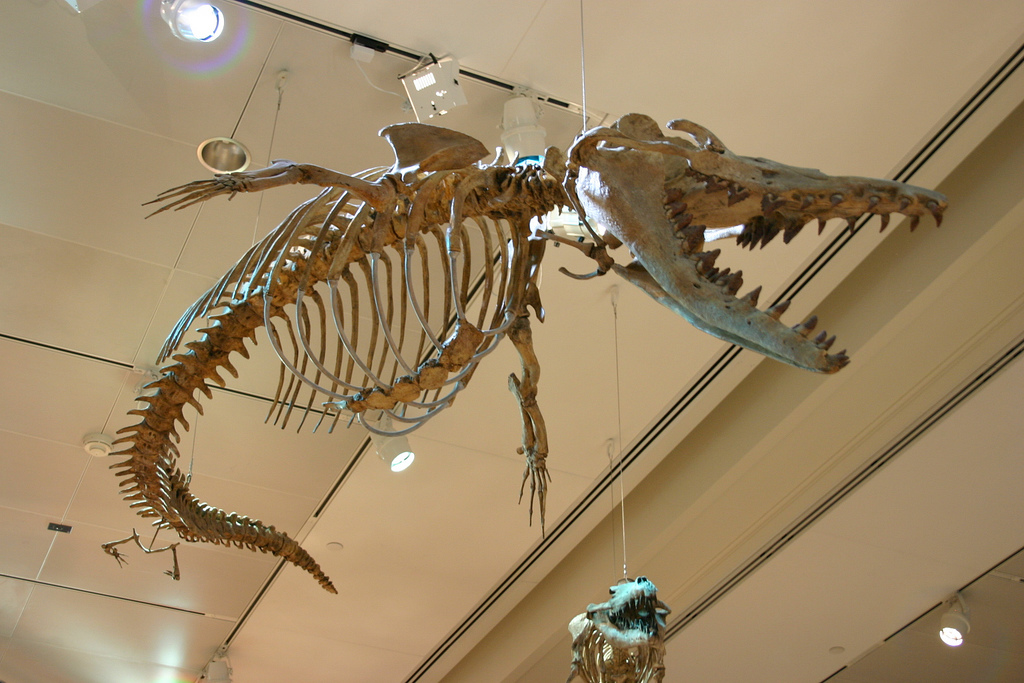
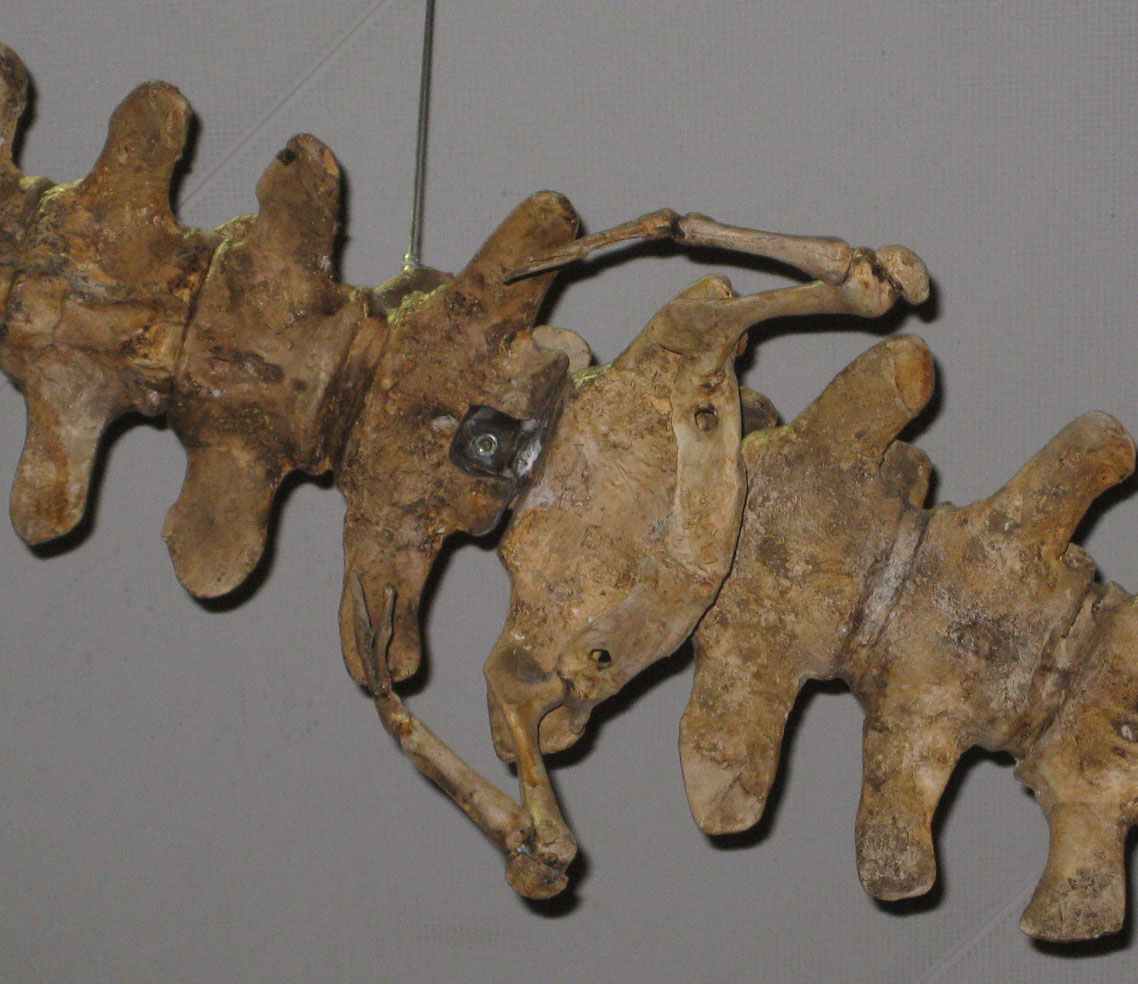